# Aloysia
Aloysia er en lille slægt med ca. 5 arter, der er udbredt i Nordamerika (fra det sydlige USA) til Sydamerika (Bolivia). Det er buske eller små træer, som kan være stedsegrønne eller løvfældende. Grenene har grå, stribet bark, og de er kantede. Meget gamle grene eller stammer kan få en furet bark. Plantens urteagtige dele er dækket af kirtelhår og almindelige, børsteagtige hår. Bladene er hele og har hel eller savtakket, tandet eller lappet rand. Blomsterne bæres på endestillede, lange klaseagtige stande. De enkelte blomster er støttet af linjeformede højblade og ret små. De er firetallige og let uregelmæssige. Blomstringen fortsætter også efter at de første frø er dannet, fordi standens akse fortsætter væksten. Frugterne er spaltefrugter, der hver deler sig i to, nødagtige frø.
| Beskrevne arter |

- Citronverbena (Aloysia citrodora) – også kaldet: "Citronaloysia"

| Andre arter |

- Aloysia gratissima
- Aloysia scorodonioides
- Aloysia virgata
- Aloysia wrightii